# Lill-Huckerttjärnen
Lill-Huckerttjärnen är en sjö i Umeå kommun i Västerbotten och ingår i Sävaråns huvudavrinningsområde.